# Экономическая безопасность
Экономическая безопасность — область научного знания, в рамках которой изучают состояние экономики, при котором обеспечивается достаточно высокий и устойчивый рост экономических показателей; эффективное удовлетворение экономических потребностей; контроль государства за движением и использованием национальных ресурсов; защита экономических интересов страны на национальном и международном уровнях.

## Определение
Академик Л. И. Абалкин определяет экономическую безопасность как «совокупность условий и факторов, обеспечивающих независимость национальной экономики, её стабильность и устойчивость, способность к постоянному обновлению и совершенствованию».
В макроэкономике экономическая безопасность — такое состояние, или уровень развития средств производства в стране, при которых процесс устойчивого развития экономики и социально-экономическая стабильность общества обеспечивается, практически, независимо от наличия и действия внешних факторов.
Экономическая безопасность — совокупность экономических, политических, военных, научно-технологических и социальных аспектов и факторов, определяющих состояние, или уровень национальной безопасности государства.
Экономическая безопасность может быть достигнута в том случае, если степень зависимости от доминирующей экономики, а также степень обострения внутриполитической, социальной и экономической ситуации, не сопровождается ослаблением военной мощи, значительным снижением уровня и качества жизни населения, либо срывом достижения глобальных стратегических целей страны.

## Описание
Из-за сложности названия и совпадении названий деятельности, соответствующих служб, предназначения, измерителей и науки в терминологическом плане обсуждается вопрос придания собственных названий объектам терминирования. При этом экономическая безопасность субъектов хозяйственной деятельности — одна из обособляемых деятельностей, не представляющая самостоятельной хозяйственной деятельности, а выделившуюся функцию организации (планирования и администрирования) хозяйственной деятельности. Для обозначения самой науки предложено обозначение синдиника организаций, а обозначение экономическая безопасность субъекта хозяйственной деятельности предложено оставить для той практической деятельности, функцией которой выступает предотвращение экономического ущерба, и которую призвана теоретически и методически обеспечивать эта наука..

## Структура
Экономическая безопасность включает в себя:
- сохранение платежеспособности;
- планирование будущих денежных потоков экономического субъекта;
- безопасность занятости.

Уровни экономической безопасности определяются следующими факторами:
1. Геополитическим и экономико-географическим положением страны и связанным с этим размещением производительных сил на территории страны, а также доступом к отечественным и зарубежным ресурсам.
2. Экономическая и военно-политическая мощь страны и её конкурентная позиция в мировой экономической системе по стратегически важным направлениям развития.
3. Ориентация институциональной системы страны на поддержку отраслей индустриальной экономики от которой зависит уровень национальной безопасности.
4. Приоритетами экономической политики государства в отношении отраслей, обеспечивающих конкурентное преимущество, предприятия национальной экономики.
5. Параметры отраслевой и региональной структуры ВВП, стратегической значимости отраслей национальной экономики и регионов страны для обеспечения национальной безопасности.
6. Наличие резервов стратегически важных материальных благ первого и высшего порядка в объёмах, достаточных для обеспечения экономической безопасности в условиях форс-мажорных обстоятельств.

Аспекты деятельности, непосредственно влияющие и направленные на сохранение максимально эффективного уровня экономической безопасности:
- Разработка, принятие и исполнение законодательных актов, обеспечивающих функционирование стратегически важных отраслей экономики;
- Контроль исполнения бюджета и предотвращение нецелевого расходования средств;
- Борьба с коррупцией на всех уровнях;
- Инвестиции в развитие новейших технологий и наукоёмких производств;
- Усиление и совершенствование деятельности спецслужб и армии;
- Развитие и совершенствование политической и экономической системы управления государством;

Экономическая безопасность предприятия (ЭБП) — это состояние наиболее эффективного использования ресурсов для предотвращения угроз и обеспечения стабильного функционирования предприятия. ЭБП характеризуется совокупностью качественных и количественных показателей, важнейшим среди которых является уровень экономической безопасности. Для того чтобы достичь наиболее высокого уровня экономической безопасности, предприятие должно следить за обеспечением максимальной безопасности основных функциональных составляющих системы ЭБП. Функциональные составляющие ЭБП — это совокупность основных направлений его экономической безопасности, существенно отличающихся друг от друга по своему содержанию.
Для обеспечения своей экономической безопасности предприятие использует совокупность корпоративных ресурсов.
Корпоративные ресурсы — факторы бизнеса, используемые владельцами и менеджерами предприятия для выполнения целей бизнеса.